# Vicky López
Vicky López, właśc. Victoria López Serrano Felix (ur. 26 lipca 2006 w Madrycie) – hiszpańsko-nigeryjska piłkarka, występująca na pozycji pomocniczki w hiszpańskim klubie FC Barcelona oraz w reprezentacji Hiszpanii. Uczestniczka Mistrzostw Europy 2025.

## Statystyki

### Klubowe
Na podstawie:
| Klub           | Sezonów | Liga                        | Liga  | Liga   | Puchar krajowy | Puchar krajowy | Kontynentalne | Kontynentalne | Suma  | Suma   |
| Klub           | Sezonów | Liga                        | Mecze | Bramki | Mecze          | Bramki         | Mecze         | Bramki        | Mecze | Bramki |
| -------------- | ------- | --------------------------- | ----- | ------ | -------------- | -------------- | ------------- | ------------- | ----- | ------ |
| Madrid CFF B   | 1       | Segunda División Femenina   | 19    | 13     | 1              | 1              | –             | –             | 20    | 14     |
| Madrid CFF     | 1       | Liga F                      | 8     | 0      | 0              | 0              | –             | –             | 8     | 0      |
| FC Barcelona B | 1       | Primera Federación Femenina | 23    | 3      | 0              | 0              | –             | –             | 23    | 3      |
| FC Barcelona   | 2       | Liga F                      | 58    | 21     | 13             | 0              | 17            | 1             | 78    | 22     |
|                | Łącznie | Łącznie                     | 108   | 37     | 14             | 1              | 17            | 1             | 139   | 39     |

### Reprezentacyjne
Na podstawie:
| Gole w reprezentacji | Gole w reprezentacji | Gole w reprezentacji | Gole w reprezentacji | Gole w reprezentacji | Gole w reprezentacji | Gole w reprezentacji | Gole w reprezentacji    |
| Lp.                  | Data                 | Miasto               | Przeciwnik           | Wynik                | Gole                 | Inne                 | Rozgrywki               |
| -------------------- | -------------------- | -------------------- | -------------------- | -------------------- | -------------------- | -------------------- | ----------------------- |
| 1.                   | 29.11.2024           | Kartagena            | Korea Południowa     | 5:0 (3:0)            | 63'                  |                      | mecz towarzyski         |
| 2.                   | 29.11.2024           | Kartagena            | Korea Południowa     | 5:0 (3:0)            | 90+3'                |                      | mecz towarzyski         |
| 3.                   | 27.06.2025           | Leganés              | Japonia              | 3:1 (1:1)            | 66'                  |                      | mecz towarzyski         |
| 4.                   | 03.07.2025           | Berno                | Portugalia           | 5:0 (4:0)            | 7'                   |                      | Mistrzostwa Europy 2025 |

## Sukcesy
Na podstawie:

### Klubowe
- Liga Mistrzyń UEFA 2022/23, 2023/24
- Mistrzyni Hiszpanii 2022/23, 2023/24, 2024/25
- Puchar Królowej 2023/24, 2024/25
- Superpuchar Hiszpanii 2023, 2024, 2025

### Reprezentacyjne
- Liga Narodów UEFA 2023/24
- Mistrzyni Świata U-17 2022